# الخرق (وشحة)

تعديل مصدري - تعديل

الخرق هي إحدى قرى عزلة بنى سعد بمديرية وشحة التابعة لمحافظة حجة، بلغ تعداد سكانها 29 نسمة حسب تعداد اليمن لعام 2004.